# Pierre Delhomme
Pierre Delhomme, né le 25 janvier 1927 à Sétif en Algérie pendant la période coloniale française, et mort le 8 janvier 2002, est un sous-lieutenant de l'armée française, déserteur et devenu responsable du commando Z de l'Organisation de l'armée secrète (OAS) avec Jean Sarradet.
Condamné à la prison à perpétuité, il devient mystique et rejoint les mouvements catholiques traditionalistes. Il bénéficie d'une mesure de grâce trois ans plus tard.

## Biographie
Il s'engage en 1947 pour l'Indochine, est blessé à Saïgon en 1950. À son retour il est nommé sergent-major à la 2e région aérienne à Paris, jusqu'en 1956 où il exige d'être muté en Algérie. Il est affecté à la 542e demi-brigade de fusiliers de l'air (DBFA). Elle est basée à La Réghaïa. Les hommes s'entraînent à Zéralda, base du 1er REP.
Il adhère par l'intermédiaire de Souètre au réseau « France-Résurrection » organisation paramilitaire nationaliste et pro-Algérie française. Le 24 janvier 1960, lors de la semaine des barricades, il refuse d'engager son commando pour donner l'assaut aux Facultés.
Le 1er mars 1961, Pierre Delhomme est nommé sous-lieutenant « au feu » et proposé pour la Légion d'honneur. Début avril 1961, son régiment est au repos à Reghaïa (commune d'Alger) . Delhomme assure à René Villard et Henri Talman du réseau« France-Résurrection » qu'il fera participer son commando à une opération d'envergure destinée à conserver l'Algérie à la France. 
Lors du putsch des généraux le 21 avril, Delhomme arrête lui-même le colonel Bocquet et le remet au colonel putschiste Godard. Il reste jusqu'à la toute fin du putsch près du général Salan.
Après l'échec de l'opération, Delhomme déserte et rejoint Robert Martel et Salan à l'Organisation de l'armée secrète ; il y prend le pseudonyme de « Canard » et est promu lieutenant par Salan. Delhomme, au départ adjoint de Degueldre (avec lequel il est confondu lors d'une arrestation), s'écarte peu à peu de son chef et de l'action violente des commandos Delta. Il se rapproche alors de Jean Sarradet qui dirigeait les commandos Z. 
Delhomme appartient désormais au maquis de l'Ouarsenis. Il est capturé le 31 mars 1962, par les GMS, mais saute du camion et tente de s'enfuir ; il est rattrapé par des combattants du FLN le lendemain. 
Il refuse de se présenter devant la Cour de sûreté de l'État. Il est condamné à trois ans de prison comme « chef de bande armée », pour sa participation au maquis de l'Ouarsenis, puis le 2 septembre 1963 à 20 ans de détention criminelle pour l'enlèvement du commandant Falaise durant le putsch, et à la réclusion criminelle à perpétuité pour l'ensemble de ses activités au sein de l'OAS dans l'Algérois (dont la Nuit bleue du 5 mars 1962).
Incarcéré successivement dans de nombreux établissements pénitentiaires à la suite de tentatives d'évasion, il finit par arriver à l'île de Ré. Les détenus bénéficient de nombreux avantages auxquels n'ont pas droit les autres.
Delhomme participe au chahut organisé pour couvrir l'évasion de Tenne. Il y bénéficie le 23 décembre 1966 d'une mesure de grâce.

## Itinéraire spirituel

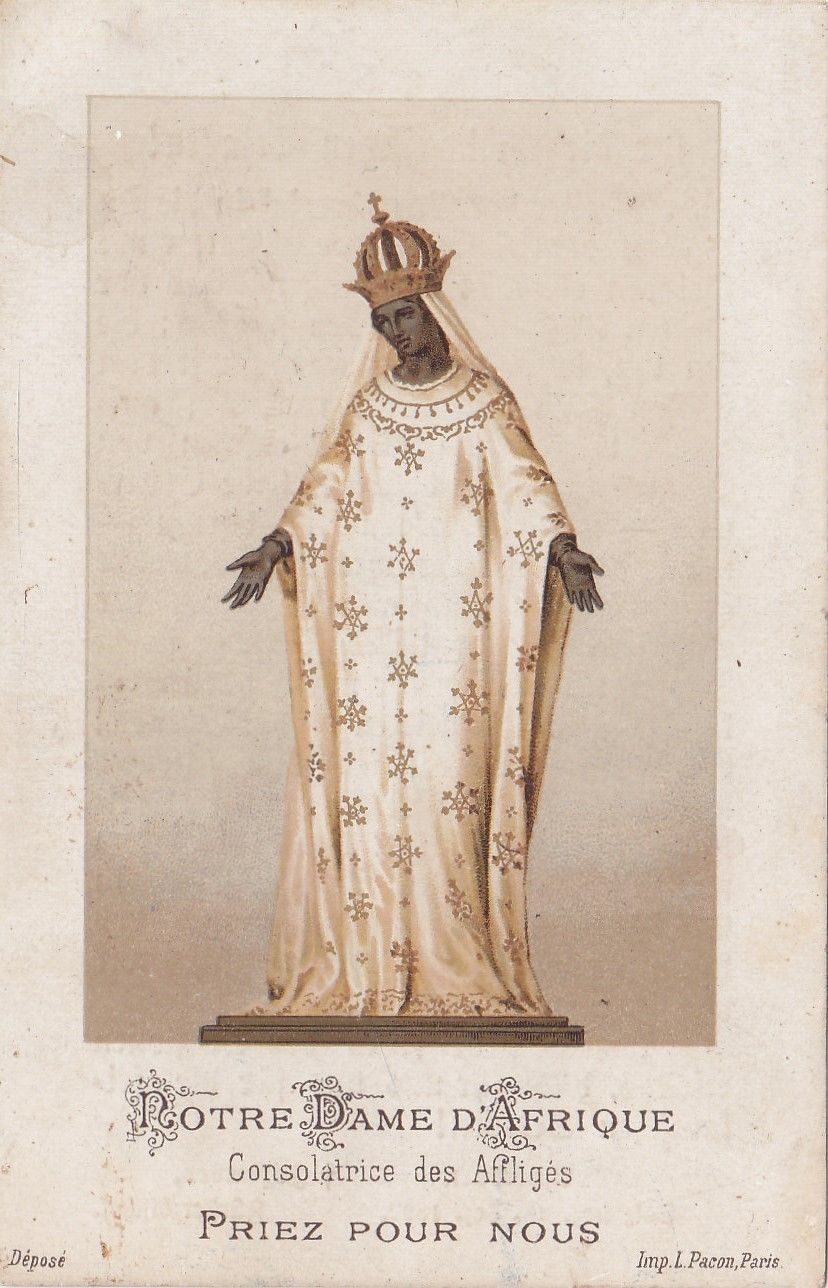
Notre-Dame d'Afrique

Emprisonné, il est devenu mystique. Visité à Fresnes par un aumônier, le père Devoyod, il retrouve la foi de son enfance avec le père Vernet, de la même manière que le capitaine Darreberg. Il se réfère notamment à Jacques Fesch, autre condamné devenu mystique durant son emprisonnement. 

## Décorations
- Médaille militaire
- Valeur militaire avec étoiles d'argent et avec palmes
- Médaille commémorative d'Indochine